# DARK SOULS
『DARK SOULS』（ダークソウル）は、2011年9月22日にフロム・ソフトウェアより発売されたPlayStation 3用アクションRPG。

## 解説
2010年に開催された東京ゲームショウにて、『Demon's Souls』スタッフによる最新作として『PROJECT DARK』が発表され、後に『DARK SOULS』と正式に決定した。タイトルが『Demon's Souls 2』ではないことについて、ディレクターの宮崎英高は「Demon's Souls 2を作りたくなかったといえば嘘になる。いろいろあってこの形になった」と語った。
数量限定特典として、紙製のフィールドマップと作中で使用される曲を収録したサウンドトラックが同梱される。
海外での販売については、 バンダイナムコゲームス（後のバンダイナムコエンターテインメント）が本作品の販売を受け持ち、Xbox 360版も同時発売される。また、限定版として『Dark Souls Collector's Edition』が用意される。通常版と同価格ながら、ゲームガイドやオリジナルサウンドトラック、ビハインド・ザ・シーンズビデオ、スペシャル・ハードバック・アートブック、スペシャルアートブックが同梱される。なお、日本ではXbox 360版と限定版の発売予定はない。
2012年8月に追加要素を加えたWindows版が海外で『Prepare To Die Edition』として配信され、同年10月にはPS3版およびXbox 360版に同様の追加要素を加えるDLC『Artorias of the Abyss』が配信された。また、DLC配信と同時に『Prepare To Die Edition』の日本版となる『with  ARTORIAS OF THE ABYSS EDITION』がPC/PS3で発売された。
2020年5月時点で『ダークソウル』シリーズ累計出荷本数が2700万本を突破した。
2018年5月24日に、新たに調整を加えた『DARK SOULS REMASTERED』がPlayStation 4、Xbox One、Microsoft Windows向けに発売。当初、Nintendo Switch版も同時発売予定だったが、のちに延期され、2018年10月18日に発売された。Steamでは『REMASTERED』の配信開始と同時に旧Windows版『Prepare To Die Edition』の配信は終了した。
2021年11月にはゴールデンジョイスティックアワードで歴代最高のゲームに選ばれた。

## システム
システムは基本的に『Demon's Souls』を継承。そこに新たなアクションを取り入れており、高難易度は健在。
フィールドはシームレスで継続しており、ロード画面をはさむことなく移動ができる。
プレイヤーは各地にある篝火で休むことにより、回復、エスト瓶（回復アイテム）の補給、獲得したソウルでレベルアップや武器の修理などができる。篝火で休めばそこが復活地点となり、死亡してもそこから再スタートすることが可能である。
篝火の大きさによって補給できる回復アイテムの数が定められており、「人間性」と呼ばれるパラメータを獲得し、篝火に捧げることでその篝火における回復アイテム補給数の増加が可能となる。
『Demon's Souls』の場合は死亡すると、体力が半分のソウル体と呼ばれる状態で攻略しなければならないが、今作ではそのようなペナルティはない。しかし、死亡するとプレイヤーは亡者となり、外見がミイラ化する。亡者状態では、オンライン要素の協力プレイや敵対プレイなどができない（一部できるものもある）。
元に戻るためには篝火で人間性を使い、肉体を取り戻す必要がある。
今作もプレイヤーキャラクターを自由に育成することができ、8つのパラメータを上げることでレベルアップし、その能力相応の武器や魔法の使用ができるようになる。また、今作では武器の強化に加え、防具の強化も可能になった。
魔法は回数制へと変更され、魔力回復アイテムは撤廃された。また、能力の影響を一切受けず、呪術師に頼んでソウルと引き換えに触媒そのものを強化してもらうことで威力を上げられる呪術が追加された。
オンラインプレイは『Demon's Souls』同様、直接的なコミュニケーションの必要の無い緩やかな繋がりをコンセプトに、他プレイヤーが残したメッセージの確認、他プレイヤーの幻影、血痕を調べることで他プレイヤーの死に様をリプレイしたりといった従来のものから、篝火の伝播、ベイグラント（アイテムの漂流）、共鳴サインといったものも追加されている。
もちろん、協力プレイ、敵対プレイという直接的なマルチプレイも用意されている。
敵対プレイには告罪されたプレイヤーを対象に、プレイヤー同士のレベルに関係なく侵入できる「復讐霊」が新たに追加された。
ただしシステム周りや構成などは『Demon's Souls』とは大きく異なり、内容的には全くの別物である。「一期一会」のオンラインプレイを意図してデザインされているため、フレンド登録された特定のプレイヤーを指定して召喚する機能はあえて実装されていない。

## プロット
太古の時代、世界は灰色の岩と大樹、霧に覆われた大地であり、不老の古竜たちに支配されていた。
ある時、最初の火が起こり、火は熱・冷、生・死、光・闇を生み出す。そして闇から生まれたいくつかの生命が、火より「王のソウル」を見出す。これが太陽の光の王グウィン、最初の死者ニト、イザリスの魔女、誰も知らぬ小人であり、小人を除く王の力を手にした者たちは、古竜に戦いを挑んだ。グウィンらは最終的に、ウロコのない白竜シースが同族の古竜たちを裏切ったことで勝利する。グウィンはシースに「王のソウル」と公爵の位を与え、「王のソウル」を持つ者と、その眷属たちが世界を統治する「火の時代」を迎える。
火の時代では普通の人間たちも栄え、グウィンを主神として、長く安定的な時代が続いていたが、やがて最初の火が消えかけ始める。それに応じて世界は再び霧に覆われて闇が広まり始め、人々の中には肌に「ダークリング」と呼ばれる印が浮かぶ者「不死人」も出てくる。この不死人は、不死の呪いを受けた文字通り、死ねない者たちであり、死を繰り返すうちに正気と自我を失い、生者を襲う亡者に成り代わるため、忌避されている。一方で、選ばれた不死人は「王のソウル」を持つ者たちが住む土地「ロードラン」に招かれ、王たちへの巡礼を許されるという伝承もあった。
プレイヤーは不死人となったばかりの者で、法に従い「北の不死院」に幽閉されていた。不死人のアストラの騎士の手助けで牢屋より脱出した主人公は、不死院を支配する怪物であるデーモンを倒したことで選ばれた不死人となり、ロードランに招かれ、火継ぎの祭祀場に連れてこられる。主人公は「目覚ましの鐘を鳴らせ」という不死人の使命に従い、冒険し、2つの鐘を鳴らす。鐘の音によって目覚めた王の探索者フラムトは、主人公に不死人の真の目的は火継ぎを行って最初の火を守り、世界を救うことだと伝える。そのために今度は神々の住む土地である「アノール・ロンド」に向かうことを指示される。
アノール・ロンドの最奥では、グウィンの長女である太陽の王女グウィネヴィアより、火継ぎには4つの「王のソウル」が必要なことを教えられ、またその「王のソウル」を保持するのに必要な「王の器」を託される。こうして主人公は王のソウルを持つ、ニトとイザリスの魔女、シース、またグウィンより王のソウルを分け与えられた四人の公王を倒すことになる。
「王のソウル」を集めた主人公は、最後にグウィンが待つ最初の火の炉に向かい、彼を倒して火継ぎの儀式を完了させ、世界を破滅から救う。しかし、火継ぎを拒否する選択もでき、その場合、火は消えて世界は闇に覆われ、主人公は「闇の王」となる。

## 世界観
本作の世界観は中世ヨーロッパ的ダーク・ファンタジーを基礎に「王と騎士のハイ・ファンタジー」「混沌の炎」「死と地の底」の三要素を拡大したものである。
ストーリーとは直接関係がない設定が多数あり、それら全ては獲得した武器やアイテムなどといったものの解説を見ることにより、プレイヤーに『DARK SOULS』の世界観を印象付けるようになっている。
最初の火
古竜たちの世界で発生した火で、様々な要素を世界に流し込んだ根源。
火による世界の差異で発生した存在がグウィンたちであり、彼らは後に王として古竜と対峙する。
劇中消えかかっており、その影響で空が霧に覆われ始め、霧に覆われた地域は夜のように暗くなっている。
篝火
ごく一般的な篝火と違い、不死人の骨がソウルをもって燃えているもの。
ゲーム内では篝火の前で休憩することで呪死以外の全ステータス回復・エスト瓶の補充・レベルアップのみならず、人間性を消費して亡者からの復活・エスト瓶の使用回数を増やせる「注ぎ火」などができる重要な拠点となっている。また、特定のアイテムがあれば装備の強化やアイテムの出し入れ、そして篝火から別の篝火への転送も可能となる。
火防女
篝火の化身と同時に人間性の憑き代ともいえる存在。『Demon's Souls』と違い今作は数人存在する。
火防女の魂があればエスト瓶の強化をしてくれる。
彼女に管理されている篝火は火防女と共にあり、もし火防女が死んでしまうとその篝火が使えなくなってしまう。
この職に就いた者は全身の皮膚の下から人間性が蠢き、その大抵はおぞましい姿になってしまう。
ソウル
生命の源と言われるもので、「最初の火」から発生したと言われている。
『Demon's Souls』同様、力の象徴であり、大きなソウルほど強大な力を持っている。
古竜
霧に覆われた世界で存在していた、かつての世界の主たち。
岩のウロコを持ち、鉱物ないし植物的性質を内包する。朽ちることのない彼らは「最初の火」による差異で生まれた王たちに滅ぼされ、末裔を除けばすでにその数は無きに等しい。
白竜シースは古竜のひとつであったが裏切り者とされる。
火の時代
古竜を滅ぼし、新たな王として君臨した世界をしめす言葉。
「最初の火」を崇拝し、それで安定的な世界を維持してきたが、現在はその火が消えかかり、終わりの時が近づいてしまっている。
ロードラン
「最初の火」から王のソウルを見出したものたちが眠る地。
伝承によると選ばれた不死人がロードランの地に降り立ち、王たちへの巡礼を許されるとされる。
ダークリング
不死人の体表に現れる輪状の呪印で、ゲーム中でもアイテムとして使用できる。
音声では「Dark Sign」となっている。
不死人
「最初の火」が消えかかったことにより発症したといわれる、文字通り死ぬことができない人間。
不死人には必ず身体にダークリングと呼ばれるものが浮かび上がり、やがて思考を無くし亡者となる。
劇中で不死人は人の社会から完全に隔離された存在であり、永遠に牢に入れられる運命にある。
主人公も不死人の一人である。
亡者
思考を失い本能のままに行動するようになってしまった不死人のなれの果て。
死に過ぎて考える器官が壊れて亡者化するケースが最も多く、それらは敵として主人公の行く道を阻んでくる。
中には以前に出会った人物が志半ばで亡者化してしまい主人公に襲い掛かってくるケースもあり、その時の能力は生前と同じである。
亡者化した人物を助ける手段は無いので諦めて倒すしかない。
世界の蛇
人間一人を容易く飲み込んでしまうほど大きく、人間の言葉を解する大蛇。ギョロ目と出っ歯と二本の大きな髭が目立つ。
闇のソウルを持つ王にふさわしい者を探しているようだが、その目的などが謎に包まれた存在。
ゲーム内に登場するのはフラムトとカアスの二匹。
また、DLCの過去のウーラシールでも世界の蛇が関わったと思われる情報を入手することができる。
人間性
黒い精という形でアイテムとして使用することができるが、その存在は未知な部分が多い。
ゲーム中では肉体の獲得、篝火の強化などといったものに必要なもの。
ダークレイス
生きとし生けるものとソウルを持ちしもの全ての敵で、二度と世に放ってはならないとされる禁忌の存在。
闇撫でのカアスに唆され、人の道を踏み外した異端者たちのことを指す。

## キャラクターメイキング
性別
性別による能力差は無く、装備の外見のみが異なる。『Demon's Souls』にあった男性専用装備と女性専用装備は撤廃された。
顔のつくり
10種類のベースタイプが選択できる。『Demon's Souls』同様、詳細設定も可能になっている。
素性
『Demon's Souls』と同じく素性は初期装備や初期能力などが異なるだけで、その後のプレイスタイルへの影響は少ない。
- 戦士 ： 筋力と技量が高く白兵戦向け。魔法に関わるステータスは全体的に低い。
- 騎士 ： 体力が最も高く「騎士シリーズ」の防具のお陰で打たれ強い反面、防具が重いのが難点。他の能力は並程度なのでどう伸ばすかを求められる。また、最初から「白教」の契約を結んでいる。
- 放浪者 ： あての無い旅を続ける軽装戦士。技量が高く、連続攻撃が得意な「ファルシオン」を扱う。
- 盗人 ： 技量は最も高いが、体力・筋力・持久力が低い。手に持った「盗賊の短刀」での致命の一撃の威力は他の武器の追随を許さない。簡単な鍵を開けられる「万能鍵」を最初から持っている。
- 山賊 ： 筋力と持久力が最も高く、「バトルアクス」を最初から持っているので攻撃面では引けを取らない。技量が低いのが戦士との大きな違いとなっている。
- 狩人 ： 技量が高く、遠距離から攻撃できる「ショートボウ」を扱う。同じ技量系の放浪者や盗人と違い、魔法系統のステータスが低いのが欠点。
- 魔術師 ： ヴィンハイムの学院の魔術師。「魔術師の杖」を用いて唱える「ソウルの矢」を習得しており、記憶力と理力が極めて高い。防御系ステータスが全体的に弱く、武器も「ダガー」と心細いので如何に魔法を駆使できるかに懸ってくる。レベルに対してのステータスが低く、初期ステータスの合計値が全素性の中で最も低い。
- 呪術師 ： 炎を操る大沼の呪術師。「呪術の火」という特殊な触媒を使って「火球」を放てる上、武器も「ハンドアクス」を持っているので遠近両方で攻撃をこなせる。炎と毒に強い「呪術師シリーズ」を最初から装備している。
- 聖職者 ： 最も信仰が高く、「粗布のタリスマン」で唱える「回復」の奇跡があるので回復手段には困らない。近接では「メイス」を扱う。聖職者らしく「白教」の契約を結んでいる。
- 持たざるもの ： 最初から全ての能力は水準点より高めだが、防具は一切無く、持っている棍棒と木の板が装備の全て。

## 登場人物

### 北の不死院
主人公
不死人であり、北の不死院で牢に入れられ、世界の終わりまでそこにいる運命になった人物。
不死院の牢獄に囚われていたが不死院の騎士の助けで牢を脱出する。
騎士から「不死の証は使命の証」「目覚ましの鐘を鳴らせ」という使命を託され、ロードランの地へ降り立つ。
アストラの騎士
主人公を牢獄から助けだした騎士で不死人。もともとアストラ出身の上級騎士だったと思われる。
自身がじきに亡者になることを悟り、主人公に使命とエスト瓶を託し、息絶える。

### 火継ぎの祭祀場
心折れた戦士
篝火の前に座っている男。
皮肉の込もった消極的な発言をするが、発言の中には序盤のヒントになる話も含まれている。
灰色の聖女アナスタシア
火防女の一人。
以前、神の名を口にしないよう舌を抜かれて声が出せなくなってしまった。
火防女であるが故に、その姿を晒さないために牢に閉じこもることを望み今に至っている。
ソルロンドのペトルス
聖都ソルロンド出身の聖職者。仲間が来るのを待っている。
何回か話しかけると「白教」の契約を結ぶことができる。
それ以降は、ソウルと引き換えに奇跡を教えてもらうことができる。
物語が進むと聖職者らしからぬ本性を現し、ソルロンドのレアを殺してしまう。
ソルロンドのレア
護衛を連れてペトルスの元へとやってきた聖女。
注ぎ火の秘術を求めてペトルスたちと一緒に地下墓地へ向かったが、巨人墓場でパッチに騙されて崖から蹴り落とされてしまう。
彼女を助けに向かった護衛たちも亡者となってしまい、どうすることもできずに崖の下で足止めされている。
救出イベントを終えた後は城下不死教区にて高位の奇跡をソウルと引き換えに教えてくれる。
王の探索者フラムト
グウィンの旧友の世界の蛇で「最初の火」を守る存在。
目覚ましの鐘を2つとも鳴らすと火継ぎの祭祀場に出現し、主人公に火継ぎの使命を託す。
それ以降、話すと不要なアイテムをソウルに換えてくれたり、上位の強化素材を複数の下位素材に換えてくれる。
話した時に聞ける台詞から人間に深い興味を持っていることがうかがえる。

### 城下不死街・不死街下層・最下層
商人
不死街で動かなくなった亡者から剥いだ装備を主に売っている亡者化しかけた男。
冷やかし客には罵声を浴びせる偏屈な性格をしている。
「ユリア」という名前の犬の死骸を飼っている。
太陽の騎士ソラール
自分の太陽を探すため不死になってロードランの地へとやってきたアストラの騎士。鎧や盾、タリスマンまでに描かれている自筆の太陽印がトレードマーク。
話すと足元に白霊の召喚サインを書けるアイテムがもらえる。
それ以降、生者の時にソラールの白霊を召喚できるサインが特定の場所に出現し、共に戦うことができる。
ヴィンハイムのグリッグス
ヴィンハイムの「竜の学院」出身の魔術師。不死街下層の倉庫に閉じ込められている。
助け出すと、祭祀場で魔術を教えてもらえる。
師匠を探して旅をしていた。
女商人
水道橋の中の牢屋に閉じ込められている亡者化しかけた女。
こちらは主に状態異常を治す苔玉を主とした特殊な消費アイテムを売ってくれる。
前述の商人と同じく偏屈な性格をしている。
大沼の呪術師ラレンティウス
最下層で亡者コックの手で首から下全身を樽詰めにされ、身動きが取れなくなっていた呪術師。
助けると、祭祀場で呪術の伝授や触媒「呪術の火」の強化をしてくれる。
ゼナのドーナル
病み村に通じる大扉の前で高額な珍品を取り扱う商人。特定のボスを倒すと品揃えが追加される。
特定のイベント後は祭祀場周辺の水道橋に移動する。
商売人らしく、何かしら珍品を買ってから話しかけると冒険のヒントを教えてくれる。

### 城下不死教区
アストラのアンドレイ
鍛冶屋を営んでいる不死人。装備の強化や修理のみならず基本的な装備・強化素材なども販売してくれるほか、主人公に対して気遣いを見せる。
特定の種火を渡せば、武器の通常進化や粗製・神聖・邪教への派生進化をしてくれるようになる。
他にもアルトリウスの墓に行くのに必要な「アルトリウスの紋章」を売っており、購入には大量のソウルが必要となる。
女神の騎士ロートレク
「運命的な美しさ」を謳われる女神フィナの寵愛を信じ、そのために全てを捨てた騎士。その鎧の形状から「抱かれ」騎士とも。
牢獄に閉じ込められてはいるが、助けても助けなくてもイベントを終えると祭祀場に移動する。ロートレクは2個目の鐘を鳴らすと去るが、その時にアナスタシアを殺してしまう。
のちにアノールロンドで戦い勝つことでアナスタシアの魂が取得でき、元居た所で魂を使えばアナスタシアが復活する。
カリムのオズワルド
罪の女神ベルカに仕える教戒師。気味悪げに笑うが、教戒師としての仕事はしっかりとこなす。
敵対したくない人物と誤って敵対してもソウルと引き換えに免罪を行い、ほぼ全ての敵対状態を解消してくれる。

### クラーグの住処とその周辺地域
混沌の魔女クラーグ
病み村の沼地を抜けた先にあるクラーグの住処にいる混沌の娘の一人。
以前は普通の人間と何ら変わらない外見だったそうだが、混沌の炎の影響で下半身が巨大な蜘蛛に変わってしまった。
自分の住処に入ってきた主人公を混沌の炎で焼き尽くそうとしてくる。
混沌の娘
クラーグの妹。火防女の一人であり、全身に無数の得体のしれない卵をまとっている。
同時に名前通り「混沌の娘たち」の一人でもあって、姉クラーグと同じく人間と蜘蛛を合わせた体型が特徴となっている。
住処を出てすぐの場所にある病み村を救うために、村を蝕む膿を飲み込んだが救うことは叶わず、今では目も見えなくなってしまった。
その健気さは背中に卵を背負う混沌の従者たちを生み出すきっかけとなってしまった。
「老魔女の指輪」を装備しないと話しかけても言葉が分からない。「混沌の従者」の契約が結べる。
卵背負いのエンジー
混沌の娘のそばにいる従者。元は呪術師だったが、その中でも異端の存在だったとされる。
新参の主人公を「卵も背負わぬ半端者」呼ばわりしてくる。
イザリスのクラーナ
エンジーから「さまよえるクラーナ」と呼ばれている女性。魔女クラーグと混沌の娘の姉らしいが詳細は不明であり、呪術を極めし者だけが会える幻の存在で、かつて古竜と戦った混沌の娘の一人だともされている。
会うと、それ相応のソウルと引き換えに今までにない呪術を教えてもらえる。また、かつて家族を捨て、今では自分も混沌の娘呼ばわりされることを嫌っていることを本人から聞くこともできる。
魔女イザリスとその娘達
「最初の火」から王のソウルを見出した一人で、魔法を操り、炎の嵐で古竜を滅ぼしたものたち。
「最初の火」を自ら作り出そうとしたが、暴走した混沌の炎の業に巻き込まれ、 多くの娘たちと共に「混沌の苗床」という異形の存在と化したと言われている。
石の古竜
かつて王のソウルを見出した者たちとの戦いに敗れた古竜の生き残り。
現在は大樹のうつろの奥深くにあるとされる灰の湖のはずれで静かに佇んでいる。
この古竜に祈ることで「古竜への道」という超越者の契約を結ぶことができる。
また、攻撃しても敵対はせず、尻尾を切断することでドラゴンウェポンの1つである「古竜の大剣」を手にいれることができる。

### 小ロンド遺跡
ヴィンハイムのリッケルト
不死になり小ロンド遺跡の牢屋に閉じ込められていた鍛冶職人。本人曰く「鍛冶仕事は暇潰し」。
魔法武器への進化は彼のみが可能で、専用の種火を持って来れば魔法武器の更なる強化や魔力武器への進化をしてくれる。
また、基本的な魔術も販売してくれる。
封印の番人イングウァード
かつてダークレイスという不死とは全く異なる存在が封印された小ロンド遺跡にて、封印を見守りながら「王の器」を持つ者を待っている。
体力の最大値が半分になる「呪死状態」に陥ってしまっても、彼のもとを訪ねれば人間性と引き換えに解呪してくれる。また、王の器をもってきてイングウァードと話せば封印の鍵が貰える。
四人の公王
かつては四人で小ロンドを導いてきたとされ、グウィンから公王の位を授かり王のソウルを分け与えられた存在だった。
ところがカアスに唆され闇へ堕ちてしまい、配下の騎士もろともダークレイスへと変貌してしまったが、イングウァードら三人の封印者の手によって小ロンドごと封印され、深淵へと押し込められた。
全てを飲み込む深淵にて彼らと戦うには「アルトリウスの契約」という指輪が必要になる。
闇撫でのカアス
深淵という場所にいる世界の蛇。その外見こそフラムトと瓜二つだが、対を成すような存在と言える。
誰も知らぬ小人の謎を主人公に教え、「闇のソウル」（＝Dark Souls）を見出した王になるよう促してくる。
人間に興味を持って道を外れたフラムトを異端視している。契約「ダークレイス」が結べる。

### センの古城
カタリナ騎士ジークマイヤー
タマネギのような甲冑を全身に纏っている、どこかが抜けた性格をした騎士。古城の門の前で立ち往生し、座り込んで悩み続けている。
ゲームを進めていくと様々な場所で悩んでいる姿が見られる。時には立ったまま寝ていることもある。
アンドレイからは「タマネギ卿」と呼ばれている。
ビッグハット ローガン
グリッグスの師匠であり、ヴィンハイムの魔術の権威とも呼ばれるほどの実力を持つ魔術師。二つ名通りの巨大な帽子が目立つ。
籠牢に囚われており、解放すると祭祀場で高位の魔術を教えてもらえる。
魔術の研究のために膨大な知識が眠るとされる公爵の書庫を求めてロードランに赴いた。
心折れたバーニス騎士
重装備で知られ、最強と謳われたバーニス騎士団の生き残り。
皮肉を垂らしながら、主人公に重装備を売ってくれる。

### アノール・ロンドとその周辺地域
暗月の女騎士
真鍮の甲冑で自分自身のおぞましい姿を隠している火防女。
神々に刃を向けた罪人を誅する「暗月の剣」も兼ねており、その罪人が主人公であっても決して容赦はしない。
巨人の鍛冶屋
巨大な木槌を震わせながら鉄床を叩いている巨人。
雷武器への進化のみならず、種火を渡すと結晶武器への進化もできるようになる。
特殊なソウルを持っていれば、特定の条件を満たした武器を特別な武器に変えれるデーモン進化をしてくれる。
「竜狩り」オーンスタイン
グウィン王に仕える王の四騎士の長。唯一存命している。
彼の象徴は「獅子」であり、着用している金色の鎧にもその意匠が見受けられる。
槍を武器として扱い、彼の十字槍は古竜の岩のウロコをも貫いたという。
武器や鎧に雷の力を纏っている。
「処刑者」スモウ
尋常ではないほど巨大な大槌を携える大巨漢。オーンスタインと同じく存命している。
四騎士に入れるほどの実力はあったが、その二つ名通り処刑行為に愉悦したらしく、その酷薄から四騎士に名を連ねることは無かったという。
太陽の王女グウィネヴィア
グウィン王の長女。アノール・ロンドの王女の間にて火を継ぐ不死の英雄を待ち続けていた。
会話をするとキーアイテム「王の器」をくれる。
本当のグウィネヴィアは既に多くの神々と共にアノール・ロンドを去って火の神フランの妻となっており、王女の間で主人公と会話をしている彼女は末子グウィンドリンが作った幻にすぎない。
陰の太陽グウィンドリン
グウィン王の末子にして暗月の神。男神だったが女神として育てられた経歴を持つ。
アノール・ロンドに残った古い神の一人で長女グウィネヴィアの幻を作ってアノール・ロンドを守っている。
『止まれ』の忠告を無視して暗月の霊廟の中へと進むと、主人公を侵入者とみなして襲ってくる。
霊廟の前の祭壇で祈ると、告罪されたプレイヤーの世界へ復讐霊となって侵入できるようになる「暗月の剣」の契約を結べる。
半竜プリシラ
エレーミアス絵画世界に隔離された禁忌の存在。
友好的な性格で、迷い込んだ主人公を絵画世界の出口へ誘導してくれる。
だが、1度攻撃すれば手に持っている大鎌で主人公の命を刈り取らんと襲ってくる。
半竜だが尻尾があり、切ればドラゴンウェポンの一つ「プリシラの短剣」が入手できる。
カタリナ騎士ジークリンデ
ジークマイヤーの娘。父と同じくタマネギ型の甲冑に身を包んでいる。
父を捜しにロードランを訪れたが、公爵の書庫の庭でクリスタルゴーレムに囚われていた。
救出すると「意外と快適だけれど、動けないし、困っていたのです」と抜けた一面を見せる。
白竜シース
古竜を裏切り、他の王と共に戦った竜。
古竜との戦いの後、グウィンから公爵の称号を与えられた。
他の古竜とは違い、ウロコを持っておらず、自らのウロコを作り出すために書庫に籠って研究に没頭したという。
「白竜シース」の名は同じ開発元のキングスフィールドシリーズにも登場するが、物語としての関連はとくにない。
三本ある尻尾のうち、真ん中の尻尾を切断できればドラゴンウェポンの一つに数えられる「月光の大剣」が手に入る。

### 地下墓地・巨人墓場
鉄板のパッチ
墓地を訪れた不死人を罠に陥れ、その死体から剥いだ金品を高く売りさばいている墓荒らし。聖職者を何よりも嫌っている。
主人公を嵌めようと画策し、妨害をしてくる。その後のイベント次第では改心し、聖職者から剥いだ物品を売ってくれる。
鍛冶屋バモス
骸骨になっても鍛冶仕事を続ける頑固な鍛冶屋。
初めて会った時にはつるはしで出口を開け「さっさと出て行かんか」と言うが、頼めば鍛冶仕事をしてくれる。
唯一、武器の炎進化をしてくれる鍛冶屋であり、種火で炎武器の更なる強化や混沌進化もできるようになる。
「王族の兜」なるものを所持しているが、彼と王族の関係は不明。
最初の死者ニト
「最初の火」から王のソウルを見出した一人。
人骨で構成された不気味な姿で、死の瘴気を放ち、古竜たちを滅ぼした。
非常に光を嫌い、太陽の光が届かぬ暗闇に包まれた墓場に居を構えている。

### 黒い森の庭・狭間の森
白猫アルヴィナ
丸くてずんぐりした体躯の白猫。人語を解する。
アルトリウスの数少ない友人だったらしく、今はアルトリウスの墓を見守っている。
会話次第では墓への侵入者を排除するのが役割である「森の狩猟者」の契約を結べる。
DLCでは深淵の穴で幻として出現し、負傷したシフの元へ案内してくれる。
狩猟団長シバ
全身を東国の防具で身を包んだ、森の狩猟団長。出身地や経歴は一切不明。
武器コレクターを名乗るだけはあり、自分の仲間には大量のソウルと引き換えにあまり見られない武器を売ってくれる。
アルヴィナからは「何かを隠している、油断ならない男」と警戒されている。
灰色の大狼シフ
灰色の体毛の巨大な狼。「深淵歩き」アルトリウスの相棒。
アルトリウスの死後、数百年に渡り彼の墓を寄り添うように守り続けている。
巨大な剣を口に咥え振るう剣技は、青く輝く剣閃を見せる。そして負傷し、よろけてなお剣を振るう様は主人への忠義を感じさせる。
DLCではまだ小さい大きさで登場（それでも大型犬より二回り以上大きい）、アルトリウスと共に深淵へと挑む。
しかし道中で魔物の襲撃で負傷し、動けなくなる。アルトリウスは自身の大楯を媒介に結界を作り、仕方なくシフを置いてゆく。
主人公がシフを助けた場合、後の深淵の主マヌスとの戦いで駆けつけてくれ、口に小さな剣を咥えて共に戦ってくれる。
ウーラシールの宵闇
遥か昔に滅びた王国の姫君、ウーラシールは母国の名前で宵闇が本名である。
遥か昔の人物であるが、結晶の魔物クリスタルゴーレムの体内に囚われ続け、長い年月を生きる。
ウーラシールは魔術に秀でた国であり、すでに失われたウーラシールの魔術を教えてくれる。
DLCは彼女の母国ウーラシールがなぜ滅びたのか知ることができ、過去より彼女を求めた魔物が開いた空間を通ることで遥かな昔の世界へ移動でき、もう一つの物語を体験できる。

### 過去のウーラシール
霊廟の守人エリザベス
ウーラシールの宵闇の乳母と名乗る巨大なキノコ。
深淵の主マヌスに攫われたウーラシールの宵闇の救出を主人公に依頼してくる。
過去のウーラシールを訪れた主人公を「未来からやってきた人」とすぐに見抜いた。
素晴らしいチェスター
革製の紳士装束と顔に微笑んでいる仮面が特徴的な謎の男。
主人公と同じく未来からやってきたが、エリザベスから危険な男だと認識されている。
生者の状態でウーラシール市街を進んでいると闇霊として出現し、主人公を倒そうとしてくる。
「王の刃」キアラン
グウィン王に仕える王の四騎士の紅一点。故人。
彼女の象徴は「雀蜂」。一対の曲剣と短刀を扱い、雀蜂の如き致命の一撃を繰り出す。
彼女の剣技はいっそ舞踏のようで、黄金の残像を残し、王の敵をことごとく抹殺したという。
彼女が付けている衣服は広く扱われているものだが、優しい白磁の仮面は彼女が望み、功績によって授けられた特別な品である。
DLCの時代では生存しており、親友であるアルトリウスの死後、彼の魂を弔うために斃れた闘技場に現れる。
1輪の花を添えた小さな塚を作り、彼のソウルを渡すことで、「自分にはもう不要な物」と言って愛用の武器を譲ってもらえる。
「鷹の目」ゴー
グウィン王に仕える王の四騎士のうちの一人。故人。
彼の象徴は「鷹」。鷹の目と呼ばれる鋭い眼光と巨大な体躯を持つ武人。
人ならぬ膂力でなければ扱えない巨大な弓を用い、竜狩りの大弓部隊を率いて多くの古竜を撃ち落としたという。
しかし巨人の彼が高位の騎士に就くことを妬むものも多く、彼の装備する兜の目は樹脂で塞がれている。
DLCの時代では生存しており、隠居してウーラシール近郊の塔で木彫りの面を作っている。
目を塞がれてなお竜狩りの実力は衰えておらず、空より襲い掛かる凶悪な黒竜の翼を打ち抜き、地へと叩き落とす。
彼の情報から、巨人の鍛冶屋と知り合いであることがうかがえる。
「深淵歩き」アルトリウス
グウィン王に仕える王の四騎士のうちの一人。故人。
彼の象徴である「狼」は、友人である「灰色の大狼シフ」からきている。
ダークレイスの狩人であり、深淵の魔物と契約し、常人では生きることすらできない深淵を歩いたと伝承で伝えられている。
強靭な意志により決して怯まず、大剣を振るえば、まさに無双であったという。
DLCでは物語の重要人物として登場。深淵で動けることから、深淵に飲まれつつあるウーラシールを救うべく駆けつける。
深淵に挑み、相棒のシフの危機に自身の大楯を捨ててまで深淵の主に戦いを挑むも、想像以上の深淵の闇に飲まれ、敗北する。
深淵より生還するもその精神は闇に蝕まれており、全身に傷を負い、左腕が垂れ下がってなお戦い続ける狂戦士と成り果てる。

### その他の登場人物
太陽の光の王グウィン
「最初の火」から王のソウルを見出し、「最初の火」を継いだ。
多数の騎士たちを率いて古竜たちを滅ぼし、火の時代を作り上げた先駆者的存在。太陽の神と称されるが、象徴としているのは雷の力である。
火継ぎに旅立つ前に、多くの一族にその力を分け与えた。
旅立つ彼に残されたのは、一振りの大剣と、力を失った王冠と、衣服のみであったと言われている。
誰も知らぬ小人
「最初の火」から王のソウルを見出した一人。人間の祖。
誰も知らぬ小人は、他の王とは異なり「闇のソウル」を見出したとされる。

## イベント
2011年6月11日に、本作の先行体験イベント「人間性を捧げよ〜生存率0/20000〜」が、東京時事通信ホールで開催され、抽選で当選した100名が招待された。また同日に公式ホームページ上にて「シールドデザインコンテスト」の募集がアナウンスされ、最終的に1,000件を超える応募があり、最優秀作品には“sanctus”が選ばれ、本編で採用されている。
2011年8月21日に、本作品と『アーマード・コアV』の体験イベント「SUMMER EXPERIENCE 2011」が、大阪・名古屋・福岡の三都市で開催された。
2011年9月18日に、幕張のホテル「ザ・マンハッタン」にて、本作品と『アーマード・コアV』の体験イベント「FROMSOFTWARE Game Festa 2011」が開催される。本作に関しては、ゲーム序盤のステージを製品版と同様の内容で楽しむことのできる模様。第一部（13:00 - 16:30）は完全招待制で抽選で選ばれた300人のみが参加できるクローズド方式（オリジナルアートブックとクリアファイルのプレゼントあり）、第二部（17:00 - 20:00）からは誰でも自由に入退場できるイベントとなる。
東京ゲームショウ2011に本作の出展はなく、メディア向けにXB360版のプレイ動画の配信があった程度であった。

## PC版
アメリカ・ラスベガスにて、2012年4月11日 - 12日に開催された、バンダイナムコゲームス（後のバンダイナムコエンターテインメント）のプライベートショウ「NAMCO BANDAI Global Gamers Day 2012」において、PC版『DARK SOULS　PREPARE TO DIE EDITION』がリリースされることが発表され、2012年8月24日に配信された。
国内でも『DARK SOULS　WITH ARTORIAS OF THE ABYSS EDITION』としてフロムソフトウェアから発売されたが、当初利用していたGames for Windows – Liveが2014年に終了。海外版はSteamへ統合されたが、Steam版がジオブロッキング（一部のリージョン地域に販売しない）されていた日本国内では何の対応も行われず、認証サーバーの停止とともにインストールも不可能な状態となっていた。
2016年8月、ファンコミュニティがChange.orgを通してフロムソフトウェアへ署名を送ると、2016年11月にフロムソフトウェアよりSteamへの移管が発表され、2017年1月に実施された。
また、これに合わせてSteam版『Prepare To Die Edition』の日本からのアクセスが解禁された。

## その他
- 当初は作品名を『DARK RING』とする予定であったが、『DARK RING』がイギリスのスラングで「肛門」を意味したために、作品名の仮称を『PROJECT DARK』に変更し、後日『DARK SOULS』が正式名称となった。
- 2011年9月22日に、フロム・ソフトウェアより「プレイ中にフリーズする」という不具合の存在が発表された。不具合はPlayStation Networkにサインインしていた状態で発生するため、本作のオンラインプレイは休止状態となり、不具合を改善したバージョンが出るまではPlayStation Networkからサインアウトした状態でオフラインのプレイをするように告知されていた。発売翌週の9月27日になって不具合を改善したVer.1.02が公開され、同日の昼12時よりオンラインプレイが再開となった[10]。
- フロム・ソフトウェアが1997年に発売した初代アーマード・コアには『ダーク・ソウル』を名乗る武装集団が登場する。また3作目の『MoA』に収録された公式大会優勝者のアリーナに参加した1名が入社し『DARK SOULS』シリーズに参加している[11]。
- 2018年5月24日にソラールのamiiboが発売予定。『REMASTERED』のSwitch版ではこれを読み込むとプレイヤーが太陽賛美のジェスチャーを行う[12]。
- 本シリーズは全世界でヒットし、『ソウルライク』というジャンルを築いた[13][14][15]。
- 主にYouTubeで活動している、たけつ塚本氏が日本人初となる『ダークソウル123バグなし全ボスノーデス』チャレンジを2025年5月11日の配信内で達成した。完走タイムは13時間54分。